# Koji Kataoka
Koji Kataoka (片岡 功二 Kataoka Koji?), född 19 juni 1977 i Fukuoka prefektur, är en japansk före detta fotbollsspelare.
Kataoka började sin karriär 1996 i Otsuka Pharmaceutical (Tokushima Vortis). Han spelade 301 ligamatcher för klubben. Han avslutade karriären 2009.